# Molineuf
Molineuf foi uma comuna francesa na região administrativa do Centro, no departamento Loir-et-Cher. Estendia-se por uma área de 10,95 km². Em 2010 a comuna tinha 2 467 habitantes (densidade: 225,3 hab./km²).
Em 1 de janeiro de 2016, passou a formar parte da comuna de Valencisse.